# Ушакова, Вера Ивановна
Вера Ивановна Ушакова (род. 1940, Киров) — советский и российский художник-график, живописец. Член Союза художников СССР (1970). Заслуженный художник РСФСР (1989). Народный художник Российской Федерации (2011).

## Биография
Вера Ушакова родилась 26 сентября 1940 года в Кирове. С 1959 по 1964 годы обучалась в Горьком в Горьковском художественном училище (педагогическое отделение).
С 1964 по 1972 годы В. И. Ушакова работала в Кировских художественно-производственных мастерских Художественного фонда РСФСР.
С 1965 по 1972 годы повышала свою профессионально-художественную квалификацию в Доме творчества «Челюскинская» Союза художников СССР и под руководством заслуженного художника РСФСР В. М. Звонцова занималась теоретическими и практическими занятиями офортом, посещала гравюрную мастерскую Музея изобразительных искусств имени А. С. Пушкина.
В. И. Ушакова занималась — офортом, рисунком, книжной графикой, а также станковой и монументальной живописью. С 1964 года художница была постоянным участником зональных, областных, республиканских, всесоюзных и международных художественных выставок. С 1981 года проводила персональные художественные выставки.
В. И. Ушакова является автором более двухсот картин, в основе которых — современная деревенская жизнь, городские и деревенские пейзажи, натюрморты и портреты сельских жителей, выполненных ей — в технике офорта и его разновидности — акватинта, а также карандашом, пастелью и масляными красками.
Художественные произведения В. И. Ушаковой хранятся в Вятском художественном музее имени В. М. и А. М. Васнецовых, Государственной Третьяковской галерее, музеях — Пензы, Красноярска, Мурманска, Кемерово, Вологды,  Сыктывкара и Воткинска, а также в зарубежных музеях и частных коллекциях — Германии, Англии, Франции и Японии.
В. И. Ушакова — член Союза художников СССР (1970).
В 1989 году Вере Ивановне Ушаковой было присвоено звание — Заслуженный художник РСФСР.
В 2011 году Указом Президента России — Народный художник Российской Федерации.
Народный художник РСФСР.
Семья
Муж — живописец, художник-монументалист Виктор Харлов. Сын — художник, художник-монументалист, скульптор, член Союза художников России Максим Харлов (род. 1974).

## Книги и альбомы
- Вера Ушакова Штрих. Линия. Черта: графика, живопись, воспоминания. — Вятка: О-Краткое, 2009. — 143 с.: ил., портр., цв. ил. — ISBN 978-5-91402-044-3

## Премии и награды
- Народный художник Российской Федерации (2011)
- Заслуженный художник РСФСР (1989)
- Премия Правительства Кировской области имени Виктора и Аполлинария Васнецовых (2021)
- Серебряная медаль Российской Академии художеств (2008)